# 杜淑雅
杜淑雅（1851年—1896年），字韻士，清朝末期臺灣淡水廳竹塹詩人，林占梅之妾室。

## 生平
杜淑雅的父親在新竹望族林家擔任出納工作，母親則服侍林家祖母。因此，杜淑雅自幼便與林家有密切往來，常住於林宅。杜淑雅字「韻士」，天資聰穎，深受林家女眷喜愛。在她年幼時，林家安排她進入女塾接受教育。後來，林家更延請金門舉人林豪擔任她的私塾教師，教導她詩文創作。 
成年後，杜淑雅以其端莊淑德的品行贏得宗族親戚的讚譽。新竹仕紳林占梅欣賞她的才華，將她納為妾室。杜淑雅精通琴藝，也擅長詩歌創作。然而，在林占梅去世後，她雖年輕卻選擇守節，從此停止了詩歌創作。
1895年乙未割臺後，杜淑雅避亂離開臺灣，最終於1896年在蟠桃庄過世，由林占梅的長子林達夫殯後攜家回里，寄居於鷺島（今福建廈門鼓浪嶼）。

## 文學成就
杜淑雅的現存作品並不多，目前學界所找到的詩作包括：
- 春日園居（收錄於王松《臺陽詩話》）[3]
- 避難（收錄於《臺北文獻》，為其中刊載的三首詩之一）[2][4]

## 文化影響
杜淑雅的生平啟發了榮興客家採茶劇團的戲曲《潛園風月》，該劇以清朝霧峰林家的潛園為背景，主角為新竹仕紳林占梅與其愛妾杜淑雅，演繹一段淒美的愛情故事。